# Ходжамбердиев, Игамберды
Игамберды Ходжамбердиев (6 мая 1912, Ошоба — 23 марта 1985, Кайраккум) — участник Великой Отечественной войны, полный кавалер ордена Славы.

## Биография
Родился 6 мая 1912 года в Ошоба (ныне Аштского района Согдийской области Таджикистана). Образование начальное, работал милиционером в Гарме, Таджикистан. Этнический узбек.
В РККА с 1934 по 1936 год и с июня 1941 года. На фронтах Великой Отечественной войны с июля 1941 года.
6 июля 1944 года во время отражения контратаки противника в районе деревень Осеевка и Дубки (южнее города Минска) наводчик орудия 890-го артиллерийского полка (330-я стрелковая дивизия, 50-я армия, 2-й Белорусский фронт) старший сержант Ходжамбердиев в составе расчёта прямой наводкой уничтожил штурмовое орудие и около отделения солдат. За этот эпизод 27 июля 1944 года награждён орденом Славы III степени.
14 февраля 1945 года в ходе освобождения города Хойнице (Польша) Ходжамбердиев в составе 890-го артиллерийского полка (330-я стрелковая дивизия, 70-я армия, 2-й Белорусский фронт), действуя с расчётом орудия в боевых порядках наступающей пехоты, с открытых позиций поразил наблюдательный пункт противника и подавил 3 огневые точки, кроме того, огнём из автомата истребил 7 пехотинцев. За этот эпизод 2 апреля 1945 года награждён орденом Славы II степени.
13 марта 1945 года в бою близ населённого пункта Фридрихсталь (северо-западнее города Хойнице) артиллеристы с наводчиком 890-го артиллерийского полка Ходжамбердиевым (330-я стрелковая дивизия, 49-я армия, 2-й Белорусский фронт) уничтожили два пулемёта, подавили 81-мм. миномёт и вывели из строя до отделения пехоты. За этот подвиг 15 мая 1946 года награждён орденом Славы I степени.
В 1945 году демобилизован, жил в Кайраккуме, работал начальником караула в Кайраккумском ковровом объединении.
Умер 23 марта 1985 года в Кайраккуме.

## Награды
- Орден Отечественной войны I степени (6 апреля 1985)
- Орден Славы I степени (15 мая 1946)
- Орден Славы II степени (2 апреля 1945)
- Орден Славы III степени (26 августа 1944)
- Медаль «За отвагу» (26 июня 1944)
- медали